# Cryptendoxyla
Cryptendoxyla — рід грибів родини Cephalothecaceae. Назва вперше опублікована 1970 року.

## Види
База даних Species Fungorum станом на 20.10.2019 налічує 2 види роду Cryptendoxyla:
- Cryptendoxyla consimila (Ellis & Everh.) Koukol, 2016
- Cryptendoxyla hypophloia Malloch & Cain, 1970